# Parafia św. Józefa w Syberii
Parafia pw. Świętego Józefa w Syberii – parafia rzymskokatolicka należąca do dekanatu żuromińskiego, diecezji płockiej, metropolii warszawskiej. 

## Miejsca święte

### Kościół parafialny
Kościół pw. św. Józefa w Syberii